# 乃木坂46 1ST YEAR BIRTHDAY LIVE 2013.2.22 MAKUHARI MESSE
『乃木坂46 1ST YEAR BIRTHDAY LIVE 2013.2.22 MAKUHARI MESSE』（のぎざかフォーティーシックス ファースト イヤー バースデー ライブ 2013.2.22 マクハリメッセ）は、女性アイドルグループ乃木坂46が2013年2月22日に日本の千葉県・幕張メッセで開催したデビュー1周年記念ライブ。2014年2月5日にDVD、2014年2月26日にBlu-rayを発売。

## 背景とリリース

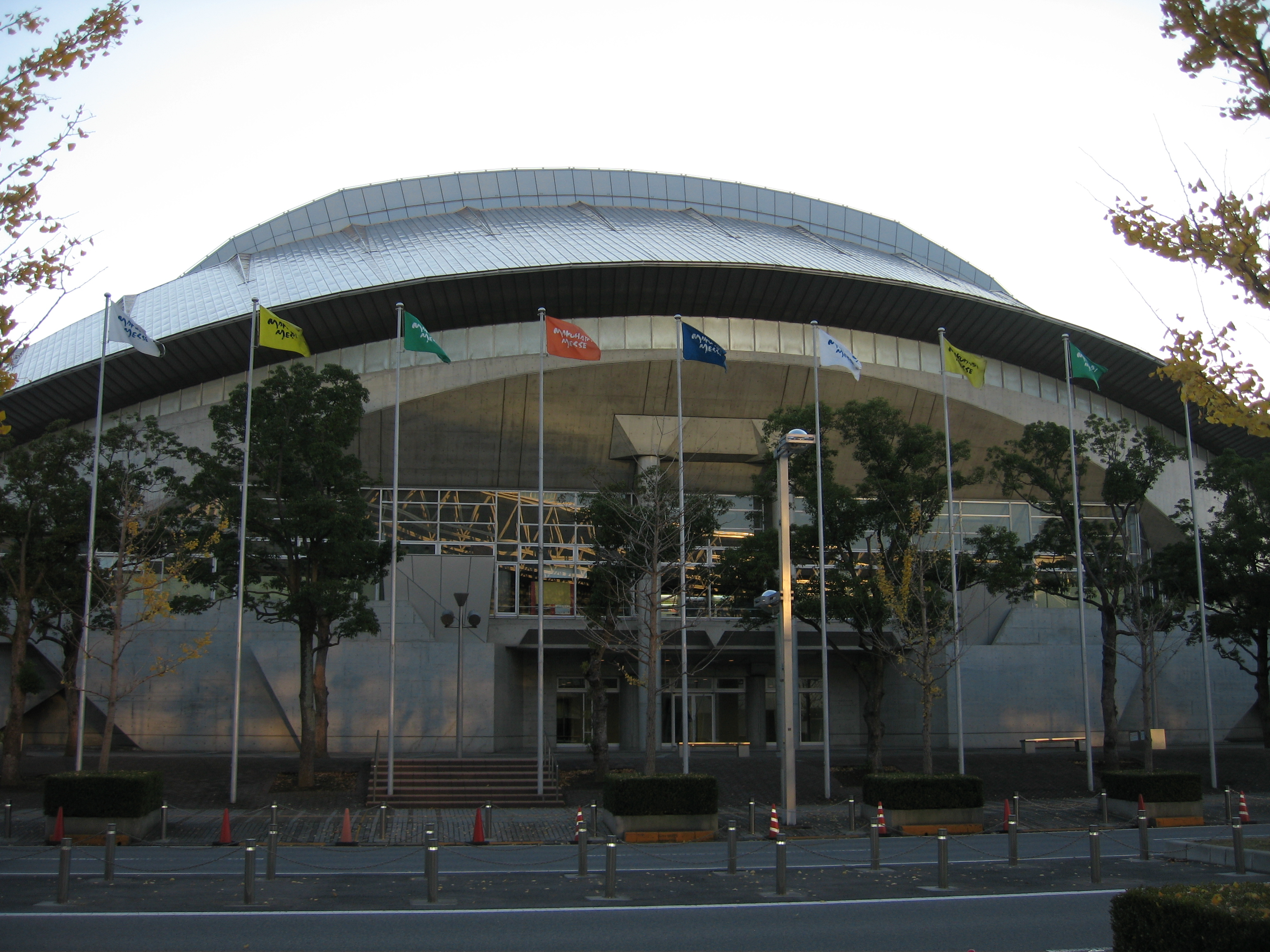
幕張メッセ（開催地）

2013年2月22日、乃木坂46のデビュー1周年記念ライブ『乃木坂46 1ST YEAR BIRTHDAY LIVE』が幕張メッセイベントホールで開催された。会場には約9000人のファンが駆けつけた。
ライブでは、1stシングル「ぐるぐるカーテン」から4thシングル「制服のマネキン」までの4作品に収録された全24曲に、5thシングル「君の名は希望」とそのカップリング曲「13日の金曜日」「シャキイズム」を加えた全27曲が約3時間にわたって披露された。エンディングになると客席頭上から乃木坂46のロゴが入った風船が降り始め、メンバー全員が横一列に並びながら生駒里奈が「私たちは乃木坂…」と合図を送った後、「46」と叫び、ステージを去った。その後、会場のスクリーンに「赤坂まであと70日」という謎のメッセージが映し出され、ライブは終了した。
2014年2月、同ライブは『乃木坂46 1ST YEAR BIRTHDAY LIVE 2013.2.22 MAKUHARI MESSE』としてDVD・Blu-rayになり、ダイジェスト盤・通常盤・豪華盤の3仕様で発売された。ダイジェスト盤は同ライブの40分版、通常盤は同ライブの164分完全版、豪華盤は同ライブの164分完全版とリハーサルを追ったドキュメント映像、2012年8月のZepp Namba公演・Zepp Nagoya公演のダイジェスト映像、2012年12月のZepp Tokyo公演の完全版を加えた331分を収録し、特典として豪華ブックレット、トレーディングカード5枚セット、ポストカード5枚セットが封入された。

## プロモーション
発売記念として乃木坂46メンバーがライブ映像を観ながらおしゃべりをする動画「乃木坂46の1stライブDVDを乃木坂メンバーと一緒に観よう」が公開された。この動画とライブ映像を同時に再生することによって、メンバーのおしゃべりをライブの副音声として楽しむことができる。

## チャート成績
本作は2014年2月3日から2014年2月9日までのサウンドスキャンジャパン週間DVDランキングで週間3位、2014年2月17日付のオリコン週間DVDランキングで総合1位を獲得した。同オリコンランキングでは週間推定売上約1万2000枚を記録し、派生ユニットを除く女性グループによる1st DVDで週間DVDランキング総合1位の獲得は1999年の集計以来初である。女性アーティストとしては宇多田ヒカル、倉木麻衣、大塚愛に続く史上4組目となり、大塚愛以来8年半ぶりの記録となった。

## 収録トラック

### 豪華盤
| #         | タイトル                     | 作詞      | 作曲                                 | 編曲               | 時間   |
| --------- | ---------------------------- | --------- | ------------------------------------ | ------------------ | ------ |
| 1.        | 「OVERTURE」                 |           | 京田誠一                             | 京田誠一           |        |
| 2.        | 「ぐるぐるカーテン」         | 秋元康    | 黒須克彦                             | 湯浅篤             |        |
| 3.        | 「会いたかったかもしれない」 | 秋元康    | BOUNCEBACK、MIKOTO                   | 野中雄一           |        |
| 4.        | 「左胸の勇気」               | 秋元康    | 小内喜文                             | 佐々木裕           |        |
| 5.        | 「白い雲にのって」           | 秋元康    | 太田美知彦                           | 太田美知彦         |        |
| 6.        | 「失いたくないから」         | 秋元康    | 蛯原ランス                           | 塩川満己           |        |
| 7.        | 「おいでシャンプー」         | 秋元康    | 小田切大                             | TATOO              |        |
| 8.        | 「ハウス!」                  | 秋元康    | y@suo ohtani                         | y@suo ohtani       |        |
| 9.        | 「狼に口笛を」               | 秋元康    | Akira Sunset                         | シライシ紗トリ     |        |
| 10.       | 「水玉模様」                 | 秋元康    | 若田部誠                             | 若田部誠           |        |
| 11.       | 「偶然を言い訳にして」       | 秋元康    | 坂部大介                             | 中土智博           |        |
| 12.       | 「心の薬」                   | 秋元康    | MIKOTO                               | 木之下慶行         |        |
| 13.       | 「走れ!Bicycle」             | 秋元康    | Shusui、伊藤涼、木村篤史、ヒロイズム | 湯浅篤             |        |
| 14.       | 「せっかちなかたつむり」     | 秋元康    | 山本加津彦                           | 湯浅篤             |        |
| 15.       | 「人はなぜ走るのか?」        | 秋元康    | キタムラタケシ、田上陽一             | 田上陽一           |        |
| 16.       | 「涙がまだ悲しみだった頃」   | 秋元康    | 内田智之                             | TATOO              |        |
| 17.       | 「海流の島よ」               | 秋元康    | Akira Sunset                         | 京田誠一           |        |
| 18.       | 「音が出ないギター」         | 秋元康    | Jam9、ArmySlick                      | シライシ紗トリ     |        |
| 19.       | 「制服のマネキン」           | 秋元康    | 杉山勝彦                             | 百石元             |        |
| 20.       | 「やさしさなら間に合ってる」 | 秋元康    | 松田純一                             | 清水武仁           |        |
| 21.       | 「渋谷ブルース」             | 秋元康    | 佐藤嘉風                             | 佐藤嘉風           |        |
| 22.       | 「ここじゃないどこか」       | 秋元康    | 大藤史                               | 京田誠一           |        |
| 23.       | 「春のメロディー」           | 秋元康    | フジノタカフミ                       | 湯浅篤             |        |
| 24.       | 「指望遠鏡」                 | 秋元康    | 北室龍馬                             | 木村有希           |        |
| 25.       | 「君の名は希望」             | 秋元康    | 杉山勝彦                             | 杉山勝彦、有木竜郎 |        |
| 26.       | 「13日の金曜日」             | 秋元康    | 網本ナオノブ                         | 湯浅篤             |        |
| 27.       | 「シャキイズム」             | 秋元康    | 岡本健介                             | 岡本健介           |        |
| 28.       | 「乃木坂の詩」               | 秋元康    | 井手コウジ                           | 井手コウジ         |        |
| 29.       | 「生田&生駒&星野の振り返り」 |           |                                      |                    | 16:59  |
| 30.       | 「桜井&中田の振り返り」      |           |                                      |                    | 9:10   |
| 31.       | 「高山&西野の振り返り」      |           |                                      |                    | 10:11  |
| 32.       | 「秋元&若月の振り返り」      |           |                                      |                    | 6:22   |
| 33.       | 「白石&橋本&松村の振り返り」 |           |                                      |                    | 16:22  |
| 34.       | 「生駒&桜井&白石のまとめ」   |           |                                      |                    | 6:53   |
| 合計時間: | 合計時間:                    | 合計時間: | 合計時間:                            | 合計時間:          | 331:00 |

### 通常盤
| #         | タイトル                     | 作詞      | 作曲                                 | 編曲               | 時間   |
| --------- | ---------------------------- | --------- | ------------------------------------ | ------------------ | ------ |
| 1.        | 「OVERTURE」                 |           | 京田誠一                             | 京田誠一           |        |
| 2.        | 「ぐるぐるカーテン」         | 秋元康    | 黒須克彦                             | 湯浅篤             |        |
| 3.        | 「会いたかったかもしれない」 | 秋元康    | BOUNCEBACK、MIKOTO                   | 野中雄一           |        |
| 4.        | 「左胸の勇気」               | 秋元康    | 小内喜文                             | 佐々木裕           |        |
| 5.        | 「白い雲にのって」           | 秋元康    | 太田美知彦                           | 太田美知彦         |        |
| 6.        | 「失いたくないから」         | 秋元康    | 蛯原ランス                           | 塩川満己           |        |
| 7.        | 「おいでシャンプー」         | 秋元康    | 小田切大                             | TATOO              |        |
| 8.        | 「ハウス!」                  | 秋元康    | y@suo ohtani                         | y@suo ohtani       |        |
| 9.        | 「狼に口笛を」               | 秋元康    | Akira Sunset                         | シライシ紗トリ     |        |
| 10.       | 「水玉模様」                 | 秋元康    | 若田部誠                             | 若田部誠           |        |
| 11.       | 「偶然を言い訳にして」       | 秋元康    | 坂部大介                             | 中土智博           |        |
| 12.       | 「心の薬」                   | 秋元康    | MIKOTO                               | 木之下慶行         |        |
| 13.       | 「走れ!Bicycle」             | 秋元康    | Shusui、伊藤涼、木村篤史、ヒロイズム | 湯浅篤             |        |
| 14.       | 「せっかちなかたつむり」     | 秋元康    | 山本加津彦                           | 湯浅篤             |        |
| 15.       | 「人はなぜ走るのか?」        | 秋元康    | キタムラタケシ、田上陽一             | 田上陽一           |        |
| 16.       | 「涙がまだ悲しみだった頃」   | 秋元康    | 内田智之                             | TATOO              |        |
| 17.       | 「海流の島よ」               | 秋元康    | Akira Sunset                         | 京田誠一           |        |
| 18.       | 「音が出ないギター」         | 秋元康    | Jam9、ArmySlick                      | シライシ紗トリ     |        |
| 19.       | 「制服のマネキン」           | 秋元康    | 杉山勝彦                             | 百石元             |        |
| 20.       | 「やさしさなら間に合ってる」 | 秋元康    | 松田純一                             | 清水武仁           |        |
| 21.       | 「渋谷ブルース」             | 秋元康    | 佐藤嘉風                             | 佐藤嘉風           |        |
| 22.       | 「ここじゃないどこか」       | 秋元康    | 大藤史                               | 京田誠一           |        |
| 23.       | 「春のメロディー」           | 秋元康    | フジノタカフミ                       | 湯浅篤             |        |
| 24.       | 「指望遠鏡」                 | 秋元康    | 北室龍馬                             | 木村有希           |        |
| 25.       | 「君の名は希望」             | 秋元康    | 杉山勝彦                             | 杉山勝彦、有木竜郎 |        |
| 26.       | 「13日の金曜日」             | 秋元康    | 網本ナオノブ                         | 湯浅篤             |        |
| 27.       | 「シャキイズム」             | 秋元康    | 岡本健介                             | 岡本健介           |        |
| 28.       | 「乃木坂の詩」               | 秋元康    | 井手コウジ                           | 井手コウジ         |        |
| 合計時間: | 合計時間:                    | 合計時間: | 合計時間:                            | 合計時間:          | 164:00 |

### ダイジェスト盤
| #         | タイトル                     | 作詞      | 作曲                                 | 編曲               | 時間  |
| --------- | ---------------------------- | --------- | ------------------------------------ | ------------------ | ----- |
| 1.        | 「ぐるぐるカーテン」         | 秋元康    | 黒須克彦                             | 湯浅篤             |       |
| 2.        | 「会いたかったかもしれない」 | 秋元康    | BOUNCEBACK、MIKOTO                   | 野中雄一           |       |
| 3.        | 「左胸の勇気」               | 秋元康    | 小内喜文                             | 佐々木裕           |       |
| 4.        | 「白い雲にのって」           | 秋元康    | 太田美知彦                           | 太田美知彦         |       |
| 5.        | 「失いたくないから」         | 秋元康    | 蛯原ランス                           | 塩川満己           |       |
| 6.        | 「おいでシャンプー」         | 秋元康    | 小田切大                             | TATOO              |       |
| 7.        | 「ハウス!」                  | 秋元康    | y@suo ohtani                         | y@suo ohtani       |       |
| 8.        | 「狼に口笛を」               | 秋元康    | Akira Sunset                         | シライシ紗トリ     |       |
| 9.        | 「水玉模様」                 | 秋元康    | 若田部誠                             | 若田部誠           |       |
| 10.       | 「偶然を言い訳にして」       | 秋元康    | 坂部大介                             | 中土智博           |       |
| 11.       | 「心の薬」                   | 秋元康    | MIKOTO                               | 木之下慶行         |       |
| 12.       | 「走れ!Bicycle」             | 秋元康    | Shusui、伊藤涼、木村篤史、ヒロイズム | 湯浅篤             |       |
| 13.       | 「せっかちなかたつむり」     | 秋元康    | 山本加津彦                           | 湯浅篤             |       |
| 14.       | 「人はなぜ走るのか?」        | 秋元康    | キタムラタケシ、田上陽一             | 田上陽一           |       |
| 15.       | 「涙がまだ悲しみだった頃」   | 秋元康    | 内田智之                             | TATOO              |       |
| 16.       | 「海流の島よ」               | 秋元康    | Akira Sunset                         | 京田誠一           |       |
| 17.       | 「音が出ないギター」         | 秋元康    | Jam9、ArmySlick                      | シライシ紗トリ     |       |
| 18.       | 「制服のマネキン」           | 秋元康    | 杉山勝彦                             | 百石元             |       |
| 19.       | 「やさしさなら間に合ってる」 | 秋元康    | 松田純一                             | 清水武仁           |       |
| 20.       | 「渋谷ブルース」             | 秋元康    | 佐藤嘉風                             | 佐藤嘉風           |       |
| 21.       | 「ここじゃないどこか」       | 秋元康    | 大藤史                               | 京田誠一           |       |
| 22.       | 「春のメロディー」           | 秋元康    | フジノタカフミ                       | 湯浅篤             |       |
| 23.       | 「指望遠鏡」                 | 秋元康    | 北室龍馬                             | 木村有希           |       |
| 24.       | 「君の名は希望」             | 秋元康    | 杉山勝彦                             | 杉山勝彦、有木竜郎 |       |
| 25.       | 「13日の金曜日」             | 秋元康    | 網本ナオノブ                         | 湯浅篤             |       |
| 26.       | 「シャキイズム」             | 秋元康    | 岡本健介                             | 岡本健介           |       |
| 27.       | 「乃木坂の詩」               | 秋元康    | 井手コウジ                           | 井手コウジ         |       |
| 合計時間: | 合計時間:                    | 合計時間: | 合計時間:                            | 合計時間:          | 40:00 |

## 出演メンバー

### 乃木坂46
- 秋元真夏、安藤美雲、生田絵梨花、生駒里奈、伊藤寧々、伊藤万理華、井上小百合、衛藤美彩、柏幸奈、川後陽菜、川村真洋、齋藤飛鳥、斎藤ちはる、斉藤優里、桜井玲香、白石麻衣、高山一実、永島聖羅、中田花奈、中元日芽香、西野七瀬、能條愛未、橋本奈々未、畠中清羅、樋口日奈、深川麻衣、星野みなみ、松村沙友理、宮澤成良、大和里菜、若月佑美、和田まあや